# Lucrezia Borgia
Lucrezia Borgia (født 18. april 1480, død 24. juni 1519), hertuginde af Ferrara, var uægte barn af den spanske kardinal Rodrigo Borgia, som i 1492 blev valgt som Pave Alexander 6. Hendes bror var den kendte despot Cesare Borgia. Cesares politiske praksis var inspirationen til Niccolò Machiavellis bog om renæssancens regeringsmetoder: Fyrsten.
Lucrezia var gift tre gange. Første ægteskab (Giovanni Sforza af Pesaro) blev opløst pga. ægtemandens impotens, hvilket affødte anklager om incest med faderen, udgangspunkt for senere tiders fantasifulde anklager. Andet ægteskab (Alfonso af Bisceglie) endte med mordet på manden.
Tredje ægteskab med den kommende hertug Alfonso II d'Este af Ferrara blev lykkeligt trods ægtefællernes meget forskellige ideer og baggrund. I Ferrara kom Lucrezia til sin ret. Ægtemanden var optaget af artilleri og sport, mens hun stod for byens åndelige liv.
Hendes far, paven, havde søgt at uddanne hende til fyrstinde. Han havde overladt hende posten som sin stedfortræder og indsat hende som statholder i byen Spoleto.
Hun og Alfonso blev et lykkeligt og sjældent loyalt fyrstepar. Hun videreførte d'Este-familiens tradition for mæcenat og inviterede bl.a. forfatteren Pietro Bembo til byen. Mange børnefødsler svækkede hende. Hun døde i barselsseng og Alfonso brød fuldkommen sammen under hendes bisættelse. Hun havde da også holdt byen under ægtemandens væbnede konflikt med pavestaten.
Ingen kilder bekræfter de fantasifulde myter om giftmord og utroskab i hendes tid i Ferrara. Myterne om incest og giftmord blev forstærkede under reformationen, hvor man havde brug for eksempler på renæssancens pavers magtmisbrug.
Først i 1800-tallet blev hun genopfundet som femme fatale i Dumas' teaterstykke Lucrece Borgia (1833) grundlaget for Donizettis opera. Myterne er blevet gentaget igen og igen, sidst i tv-serien Borgias (2011).
Der findes intet sikkert portræt af hende, men hun er altid blevet identificeret som den hellige Catarina i Pinturicchios udsmykning af Borgia-lejligheden i Vatikanet. Hun er afbildet i profil på en mindemedalje, hvor man kan se, at hun havde arvet sin fars træk. Hendes lange og svære rødblonde hår var berømt i samtiden. Vådt var det så tungt, at hun ikke kunne stå op uden hjælp. Som alle andre "offentlige personer" i renæssancen var hun opdraget til at optræde attraktivt; hun gik som om hun svævede – som en supermodel var hun nødt til at kunne gå catwalk.
- Portræt af en kvinde af Bartolomeo Veneziano, formodes at være et portæt af Lucrezia Borgia.
- Alfonso 1. d'Este og Lucrezia Borgias gravsten i Ferrara.